# L'École du bien et du mal
Pour plus de détails, voir Fiche technique et Distribution.
L'École du bien et du mal (The School for Good and Evil) est un film américain réalisé par Paul Feig sorti en octobre 2022 sur Netflix. Il s'agit de l'adaptation cinématographique du roman young adult du même nom de Soman Chainani (en).
Le film parle de l'École du Bien et du Mal qui a été fondée jadis par les jumeaux, devenus ennemis, Rhian et Rafal. Aujourd'hui, deux amies très différentes, Sophie et Agatha, vont intégrer cette école dédiée aux contes de fées. Sophie, rêve de devenir princesse ; Agatha, sceptique, préfère plutôt rester chez elle. Une fois arrivées à l'école, rien ne se passe comme prévu pour les deux amies : Sophie est envoyée à l'École du Mal alors qu'Agatha intègre l'École du Bien. Les deux filles vont avoir comme camarades de classes les enfants du Capitaine Crochet ou encore du roi Arthur. Par ailleurs, le mystérieux Rafal, revenu parmi les morts, menace l'école. Les deux amies vont devoir l'affronter alors que leur amitié est mise à l'épreuve.

## Synopsis
Les frères jumeaux Rhian et Rafal ont fondé l'École du Bien et du Mal pour former respectivement les héros de contes de fées (appelés « Evers ») et les méchants (appelés « Nevers »). Insatisfait de la soumission constante du mal au bien, Rafal attaque Rhian en utilisant la magie du sang. Ils semblent tous deux tomber d'une falaise. Rafal meurt, probablement.
Des années plus tard, dans le village de Gavaldon, Sophie et Agatha, meilleures amies, découvrent l'école légendaire auprès du libraire. Tandis qu'Agatha est sceptique, Sophie, obsédée par les contes de fées, rêve d'échapper à la vie ordinaire et de devenir princesse. Des nuits plus tard, Sophie tente de fuir Gavaldon en secret. Lorsqu'Agatha le découvre et tente d'intervenir, un stymphe géant les attrape tous les deux et les emmène à l'École magique du Bien et du Mal.
À leur grand désarroi, Agatha est déposée à l'École du Bien tandis que Sophie est livrée à l'École du Mal. Agatha proteste, souhaitant retourner à Gavaldon, tandis que Sophie insiste sur le fait qu'elle appartient au Bien. Les deux filles recherchent le maître d'école Rhian et le stylo magique Storian. Il dit qu'il permettra à Sophie de changer d'école seulement si elle peut prouver qu'elle est une Ever en obtenant le véritable baiser du grand amour. Elle choisit le prince Tedros, le fils du roi Arthur, comme son véritable amour et sollicite l'aide d'Agatha.
Agatha et Sophie ont des difficultés dans leurs classes respectives et sont exclues par leurs camarades. Bien qu'Agatha critique vivement la superficialité de Good, la doyenne Clarissa Dovey affirme que son sens de l'empathie fait d'elle la première vraie princesse depuis longtemps. Pendant ce temps, Rafal se manifeste sous la forme d'un essaim de guêpes et défend Sophie de l'attaque d'un autre étudiant. Jamais la doyenne Leonora Lesso n'interprète cela comme le potentiel unique de Sophie pour remporter une victoire pour le Mal, quelque chose que l'on croyait impossible depuis des siècles.
Alors que Sophie tente de se rapprocher de Tedros, Lesso lui coupe les cheveux pour lui briser le moral. Sous l'influence de Rafal, Sophie subit un changement radical d'apparence et de personnalité ; gagner la faveur des Nevers et accéder au poste officieux de chef du corps étudiant du Mal. Bien qu'elle s'écarte d'Agatha, cette dernière essaie toujours d'aider Sophie en utilisant la magie pour la rapprocher de Tedros. Un être éternel et un jamais ensemble provoque le chaos entre les deux écoles ; Rhian organise un « Trial by Tale » pour régler le problème. Au cours du procès, Sophie finit par se montrer incapable de se défendre elle-même et Tedros, incitant une Agatha infiltrée à le sauver à sa place. Cela l'amène à rejeter Sophie pour avoir choisi l'auto-préservation plutôt que lui, le prince entamant une relation avec Agatha.
Convaincue par Rafal qu'Agatha est son ennemie, Sophie accepte son offre de magie du sang. Sophie neutralise Dovey, Lesso et les autres membres du personnel de l'école et écrase le bal d'Evers, maintenant physiquement transformé en sorcière. Elle menace Agatha et incite Tedros à attaquer l'École du Mal. En attaquant, les Evers enfreignent la loi du « Bien défend, le Mal attaque » ; ce qui a pour résultat que Nevers et Evers changent d'apparence comme par magie et qu'une bataille éclate.
Sophie tente de se venger de Rhian, qui se révèle être Rafal depuis le début, ayant survécu à la chute et tué Rhian, assumant son identité et manipulant les histoires du Bien pour l'affaiblir de l'intérieur, favorisant le Mal. Il propose alors à Sophie et lui de régner ensemble, lui déclarant son véritable amour.
Alors qu'ils s'embrassent, les deux écoles commencent à s'effondrer, horrifiant Sophie. Quand Agatha arrive, Rafal tente de l'empaler avec le Storian, qu'il avait forcé à mettre dans l'histoire qu'il a écrite. Sophie repousse Agatha et encaisse le coup fatal ; son sacrifice annule à la fois le sort de Rafal et le sort déjà écrit d'Agatha, sauvant tout le monde. Agatha, avec l'aide de Sophie mourante et de Tedros, tue Rafal avec Excalibur. Elle embrasse ensuite Sophie mourante; cette démonstration du véritable amour fait revivre Sophie.
Les Evers et Nevers se réconcilient et le personnel scolaire restauré réunit les deux écoles en une seule. Un portail vers Gavaldon s'ouvre et Agatha embrasse Tedros avant de traverser avec Sophie, retournant à leur ancienne vie. Un portail s'ouvre, perçant le voile entre les mondes et une flèche le traverse, Tedros plaidant qu'il a besoin d'Agatha ; le Storien déclare alors que "ce n'est que le début".

## Fiche technique
Sauf indication contraire, les informations mentionnées dans cette section peuvent être confirmées par la base de données cinématographiques IMDb,  présente dans la section « Liens externes ».
- Titre français : L'École du Bien et du Mal
- Titre original : The School for Good and Evil
- Réalisation : Paul Feig
- Scénario : Paul Feig et David Magee, d'après le roman The School for Good and Evil de Soman Chainani (en)
  - Collaboration à l'écriture[1] : Laura Solon, Malia Scotch Marmo, Vanessa Taylor, Laeta Kalogridis et Mark Bomback
- Musique : Theodore Shapiro
- Décors : Andy Nicholson
- Costumes : Renee Ehrlich Kalfus
- Photographie : John Schwartzman
- Montage : Brent White
- Casting : Fiona Weir
- Production : Paul Feig, Laura Fischer, Jeff Kirschenbaum, Joe Roth et Jane Startz
  - Production déléguée : Soman Chainani, Stephen Jones et Zack Roth
- Sociétés de production : Feigco Entertainment, Roth/Kirschenbaum Films et Jane Startz Productions
- Société de distribution : Netflix
- Pays de production :  États-Unis
- Langue originale : anglais
- Format : couleur
- Genre : fantastique
- Durée : 147 minutes
- Date de sortie[2] :
  - Monde : 19 octobre 2022 (sur Netflix)

## Distribution
Sauf indication contraire, les informations mentionnées dans cette section peuvent être confirmées par la base de données cinématographiques IMDb,  présente dans la section « Liens externes ».
- Sophia Anne Caruso (VF : Charlotte Hervieux) : Sophie
- Sofia Wylie (VF : Esthèle Dumand) : Agatha
- Laurence Fishburne (VF : Paul Borne) : Rhian le Grand Maître de l'école
- Kit Young (en) (VF : Mike Fédée) : Rafal / Rhian
- Kerry Washington (VF : Marjorie Frantz) : Pr Clarissa Dovey
- Charlize Theron (VF : Hélène Bizot) : Lady Leonora Lesso
- Jamie Flatters (en) (VF : Martin Faliu) : Tedros
- Michelle Yeoh (VF : Juliette Degenne) : Pr Emma Anemone
- Peter Serafinowicz (VF : Pascal Casanova) : Yuba
- Cate Blanchett (VF : Déborah Perret) : la narratrice / le Storian (voix)
- Mark Heap (VF : Cyrille Monge) : Pr Bilious Manley
- Rob Delaney : Stefan
- Rachel Bloom (VF : Valérie Nosrée) : Honora
- Patti LuPone (VF : Pauline Larrieu) : Mme Deauville
- Earl Cave (en) (VF : Oscar Douieb) : Hort
- Freya Theodora Parks : Hester
- Demi Isaac Oviawe : Anadil
- Kaitlyn Akinpelumi : Dot
- Rosie Graham (VF : Diane Dassigny) : Millicent
- Emma Lau (VF : Anaïs Delva) : Kiko
- Holly Sturton (VF : Émilie Rault) : Beatrix
- Joelle (en) (VF : Jessica Jaouiche) : Joelle
- Stephanie Siadatan (VF : Barbara Beretta) : Vanessa
- Mahli Perry (VF : Lisa Caruso) : Agatha, jeune
- Abigail Jones : Leonora Lesso, jeune

 Source et légende : version française (VF) sur RS Doublage et carton de doublage français.

## Production

### Genèse et développement
En 2011, il est révélé que plusieurs studios songent à adapter le roman The School for Good and Evil de Soman Chainani (en) avant même sa publication. Peu après la publication du premier volume, Roth Films et Jane Startz Productions acquièrent les droits d'adaptation. En juillet 2015, l'auteur des romans Soman Chainani révèle qu'il a achevé l'écriture du script avec l'aide de Malia Scotch Marmo.
En mai 2020, Netflix annonce reprendre le projet avec Paul Feig comme réalisateur. La production est assurée par Joe Roth, Jeffrey Kirschenbaum, Jane Startz, Laura Fischer et Paul Feig. Il est par ailleurs révélé que David Magee et Laura Solon ont participé à l'écriture du scénario.

### Attribution des rôles
En décembre 2020, Sophia Anne Caruso et Sofia Wylie sont annoncées dans les rôles principaux,. En février 2021, Kerry Washington et Charlize Theron sont annoncées pour les rôles de Clarissa Dovey et de Lady Lesso,.
En mars 2021, Laurence Fishburne et Michelle Yeoh sont annoncés dans les rôles respectifs du Grand Maître et du professeur Anémone ,. Jamie Flatters et Kit Young sont également annoncés dans les rôles du Prince Tedros et de Rafal.
Le 24 mars 2021, Earl Cave (en), fils de Nick Cave, est annoncé dans le rôle de Hort.
Le 9 juin 2021, au cours de la Netflix Geeked Week, il est annoncé que Freya Theodora Parks, Demi Isaac Oviawe et Kaitlyn Akinpelumi ont été choisis pour jouer respectivement Hester, Anadil et Dot.

### Tournage
Soman Chainani (en) annonce que les prises de vues débutent en avril 2021,. Le tournage a lieu en Irlande du Nord, notamment à Belfast et son église St. Peter ou encore les Loop Film Studios,,.

### Accueil critique

#### En France
Sur le site Allociné, 4 critiques françaises sont disponibles ou ses critiques de presse réservent un très mauvais accueil au film : le site Allociné attribue au film sur cette base une note moyenne de 2,3 sur une échelle de 5, Télé 7 jours souligne que c’est « À mi-chemin entre Maléfique et Harry Potter, ce film est parfait pour Halloween, malgré des longueurs... » Télé Loisirs publie « Si vous ne vous laissez pas rebuter par le kitsch des décors et des tenues des personnages, L'École du Bien et du Mal est un bon divertissement qui fait passer un agréable moment en nous transportant dans un autre monde ! » Ecran Large
publie ce message suivant « Clone malade et sans passion d'Harry Potter, L'École du Bien et du Mal standardise un peu plus une vision médiocre et futile de la fantasy tout en ne valant guère mieux qu'un téléfilm. Même si son tendre duo principal apporte un mince intérêt au film, il est malheureusement trop étouffé par la vanité de l'ensemble et une longueur aberrante. »L'Ecran Fantastique dernière critique presse commente « Dès l’entame, le spectateur capitule devant un déluge d’effets spéciaux et de visuels hideux. Le reste du trop long-métrage prend le même chemin : un univers sous-exploité, divisé en magiciennes rose bonbon et en sorcières en habits sombres, des bavardages insipides et des répliques risibles. »
Allociné, annonce la moyenne des notes des spectateurs est de 2,6 sur 5, mais 61 % notent le film entre 0 et 2 sur

#### Aux États-Unis
Aux États-Unis, la critique est tout aussi négative, GamesRadar+, GoldDerby et The Cinemaholic ont décrit les critiques comme « mitigées », tandis que Time et HuffPost ont déclaré qu'elles étaient « pour la plupart négatives ». Selon The Independent, les journalistes ont été « prompts à déchirer » le film. Sur le site agrégateur d'avis Rotten Tomatoes, 37 % des 67 avis critiques sont positifs, avec une note moyenne de 4,9/10. Le consensus du site Web se lit comme suit : « Le casting est un jeu et les visuels sont éblouissants, mais un récit profondément dérivé signifie que L'École du Bien et du Mal échoue sur le plan de la narration. » Metacritic, qui utilise une moyenne pondérée, a attribué au film une note. note de 30 sur 100, basée sur 18 critiques, indiquant des critiques « généralement défavorables ».De nombreux critiques pensaient que l'histoire de L'École du Bien et du Mal fonctionnerait mieux en tant que série télévisée et ils ont comparé le film à la série de films Harry Potter. En décembre 2022, Donald Clarke et Tara Brady de The Irish Times ont désigné The School for Good and Evil comme le neuvième pire film de l'année, en déclarant : « Feig a livré quelque chose qui n'avait pas l'air moins vulgaire que le grand magasin moyen de Des Moines. fenêtre. "Metacritic l'a classé le quinzième film le moins bien noté de 2022, citant les critiques des critiques à son sujet comme "une imitation campagnarde, sous-développée et surchargée de Harry Potter qui était une corvée à traverser".